# Resource Measurement Facility
Resource Measurement Facility (RMF) ist ein Software-Monitor der IBM für das z/OS-Betriebssystem. Darüber hinaus sammelt RMF Daten für langfristige Performanceanalysen und Kapazitätsplanung. RMF besteht aus den folgenden Komponenten:
- Monitor I Datensammler: dieser sammelt Daten in einstellbaren Intervallen von einer Minute bis zu einer Stunde und schreibt SMF Datensätze der Typen 70 bis 78. Zum Monitor I kann ein Dataspace erzeugt werden, der es erlaubt SMF Daten zu puffern und direkt durch den RMF Postprocessor verarbeiten zu lassen.

- Monitor III Datensammler: dieser sammelt Daten für kurzfristige Datenanalysen. Das Datensammeln erfolgt in Intervallen von 10 Sekunden bis 10 Minuten. Die Daten werden in Monitor III VSAM Datasets und dem Monitor III In-Storage Buffer abgelegt. Daneben werden bestimmte SMF Datentypen wie zum Beispiel Coupling Facility Daten über den Monitor III Datensammler erzeugt.

- Monitor II ist der ursprüngliche Snapshot Monitor in RMF. Ferner können SMF Typ 79 Daten durch Monitor II gesammelt werden. Der Snapshot Monitor hat in den letzten Jahren an Bedeutung verloren.

- RMF Postprocessor ist das Auswerteprogramm für RMF SMF Daten der Typen 70 bis 78. Der RMF Postprozessor erzeugt eine große Anzahl von tabellarischen und textuellen Reports, die zur Detailanalyse der z/OS Performance ausgewertet werden können.

- RMF Spreadsheet Reporter ist eine Erweiterung zum RMF Postprozessor und erlaubt es ausgewählte Daten in Spreadsheet Anwendungen darzustellen.

- Monitor III Reporter ist das Auswertetool für die vom Monitor III Datensammler gesammelten Daten. Der MOnitor III Reporter ist eine ISPF Anwendung die kurzfristige Datenanalysen unterstützt. Monitor III ist dabei in der Lage die Daten aller System eines Parallel Sysplexes anzuzeigen.

- RMF PM und das RMF Webportal sind Workstation-Erweiterungen zum Monitor III und ermöglichen es beliebige z/OS Systeme auf denen RMF Daten gesammelt werden darzustellen.